# Nur für Dich (Ufo361-Album)
Nur für Dich ist ein Kollaboalbum des deutschen Rappers Ufo361 und seines langjährigen Produzenten Sonus030. Das Album erschien am 2. Oktober 2020 über das Label von Ufo361, Stay High, und wird von Groove Attack vertrieben.

## Titelliste
| Nr.          | Titel                               | Produktion                   | Länge |
| ------------ | ----------------------------------- | ---------------------------- | ----- |
| 1.           | Anders                              | Sonus030                     | 2:41  |
| 2.           | Playlist                            | Sonus030                     | 2:43  |
| 3.           | Sunset                              | Sonus030                     | 3:11  |
| 4.           | Zweifel                             | Sonus030, The Cratez         | 2:46  |
| 5.           | Games                               | Sonus030                     | 2:59  |
| 6.           | Shit Changed                        | Sonus030, The Cratez         | 3:04  |
| 7.           | Was soll passieren (feat. Data Luv) | Sonus030, The Cratez         | 2:49  |
| 8.           | Broken Hearts (feat. Bausa)         | Sonus030, Caz                | 3:44  |
| 9.           | Fehler                              | Sonus030                     | 2:33  |
| 10.          | Pain                                | Sonus030                     | 3:37  |
| 11.          | Session                             | Sonus030                     | 2:42  |
| 12.          | Sollte nicht sein                   | Sonus030                     | 3:00  |
| 13.          | 04:30 Remix (feat. Yung Hurn)       | Sonus030, The Cratez, Ufo361 | 3:15  |
| Gesamtlänge: | Gesamtlänge:                        | Gesamtlänge:                 | 39:00 |

## Charts und Chartplatzierungen
Nur für Dich erreichte in Deutschland die Spitzenposition in den offiziellen Albumcharts. Das Album wurde zum vierten Nummer-eins-Erfolg für Ufo361 sowie zu seinem sechsten Top-10-Erfolg und zehnten Charterfolg in den Albumcharts. Sonus030 erreichte erstmals die deutschen Albumcharts. Auch in Österreich erreichte das Album Platz eins der Albumcharts. In der Schweizer Hitparade erreichte das Album Rang zwei. Darüber hinaus erreichte das Album die Chartspitze der deutschen Hip-Hop-Charts. Ufo361 führte diese Chartliste bereits mit dem fünften Album binnen zweieinhalb Jahren an. In den deutschen deutschsprachigen Albumcharts platzierte sich Nur für Dich ebenfalls an der Chartspitze. Wie in den Albumcharts ist es hier ebenso der vierte Nummer-eins-Erfolg für Ufo361.
| ChartsChartplatzierungen | Höchstplatzierung | Wochen |
| ------------------------ | ----------------- | ------ |
| Deutschland (GfK)        | 1 (6 Wo.)         | 6      |
| Österreich (Ö3)          | 1 (10 Wo.)        | 10     |
| Schweiz (IFPI)           | 2 (4 Wo.)         | 4      |